# Minsk (Motorrad)

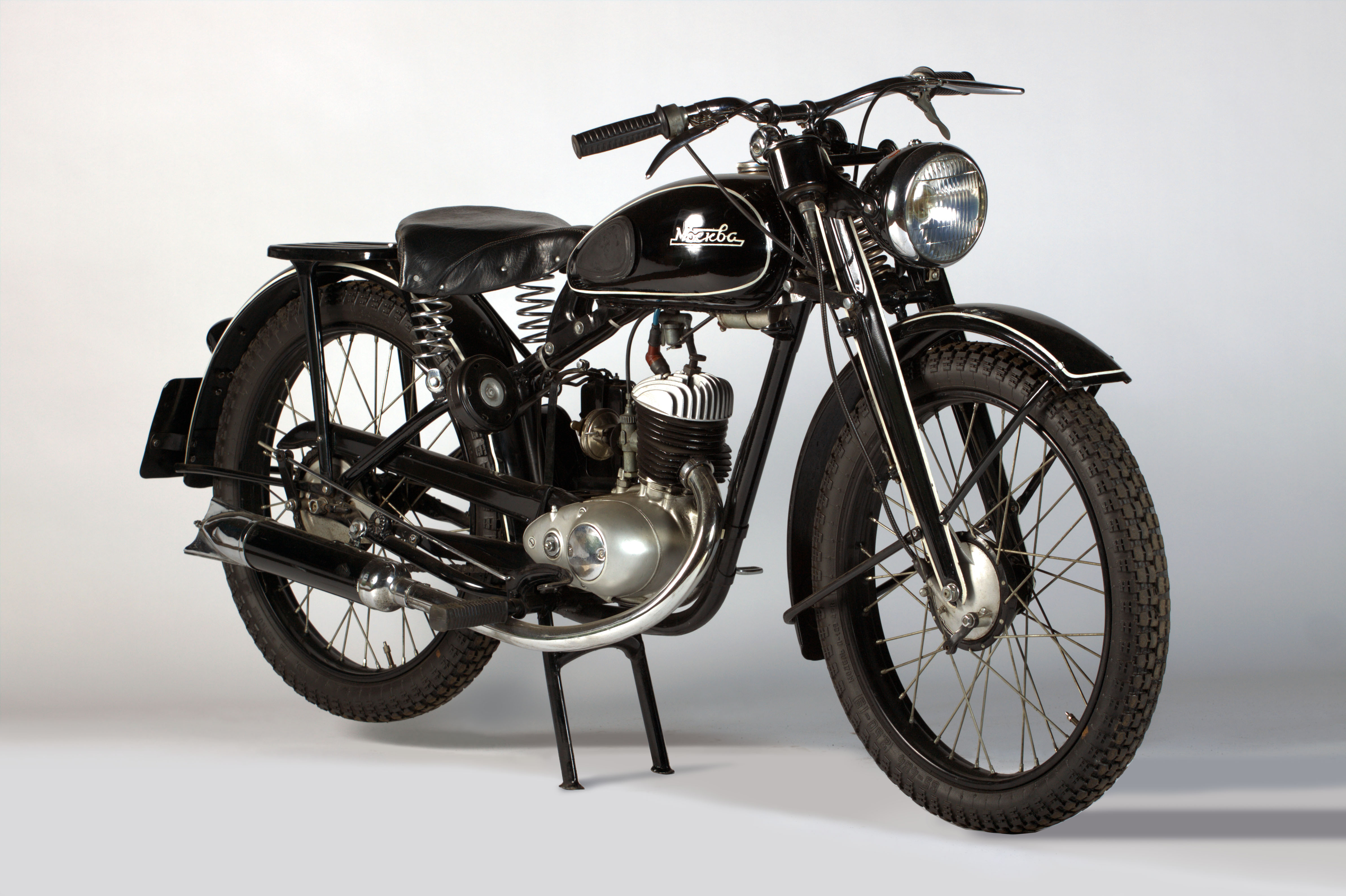
M1A „Moskwa“ Baujahr 1951, das erste im Minsker Werk produzierte Motorrad

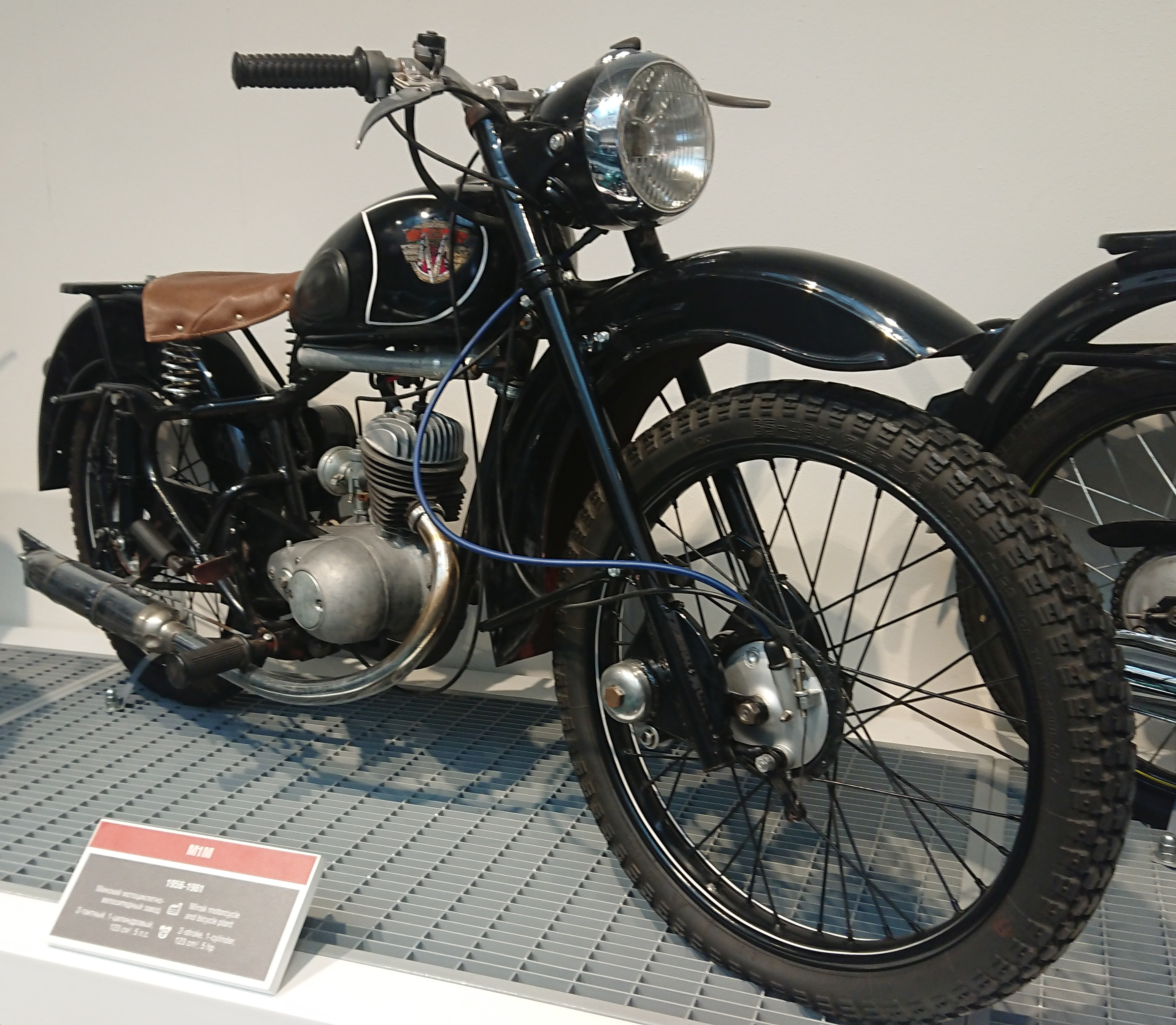
M1M „Minsk“, das erste Motorrad der Modellreihe Minsk

Minsk (russisch Минск), auch bekannt als M1NSK, ist eine belarussische Modellreihe von Motorrädern der Minsker Motorrad- und Fahrradfabrik (Минский мотоциклетно-велосипедный завод), später Motowelo. Die Motorradproduktion begann dort 1951, erst ab 1956 hießen die Fahrzeuge Minsk. Mehr als 6,5 Millionen Motorräder des Werkes wurden bisher weltweit verkauft.

## Anfänge
Nach Ende des Zweiten Weltkriegs wurden Unterlagen und Produktionsanlagen von DKW in Zschopau als Reparationsleistung in die Sowjetunion verbracht. Die Produktion der DKW RT 125 begann unter der Bezeichnung M1A „Moskwa“ in Moskau. Gemäß Befehl Nr. 494 des Ministeriums für die Automobilindustrie der Sowjetunion, datiert auf den 12. Juli 1951, wurde die Produktion der M1A in die Minsker Motorrad- und Fahrradfabrik verlagert. Dort wurde das Modell mit geringfügigen Änderungen als M1M „Minsk“ fortgeführt. 

## MMWS

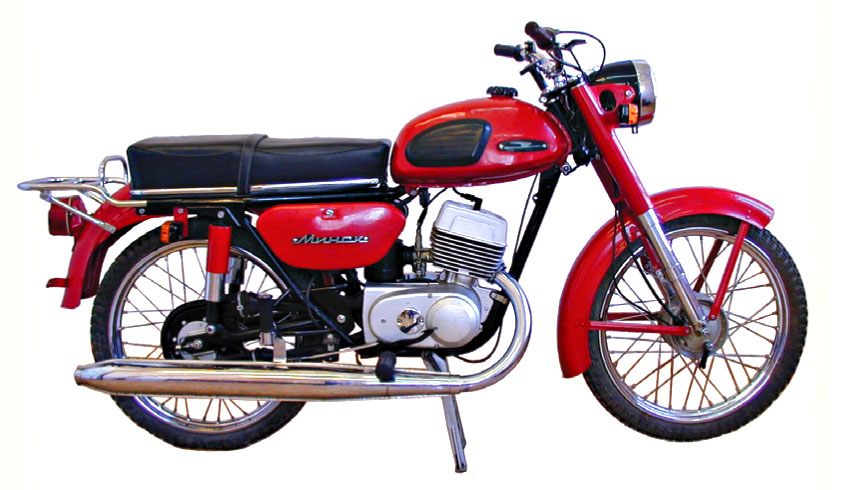
Minsk MMWS-3.111 Baujahr 1973

1973 wurde eine neue 125er-Maschine herausgebracht. Deren Verkaufsbezeichnung Minsk wurde um eine damals in der UdSSR übliche Nomenklatur um MMWS-3.111 ergänzt. Dabei steht MMWS für Minsker Motorrad- und Fahrradwerk, die 3 steht für die Motorradklasse mit 125 cm³, die 1 steht für Serienmotorrad und die 11 für das elfte Modell in der Reihenfolge seit Gründung des Werkes.
Der fahrtwindgekühlte Einzylinder-Zweitaktmotor mit 123 cm³ Hubraum entsprach im Wesentlichen dem des Vorgängermodells M-106, hatte jedoch einen Druckguss-Leichtmetallzylinder mit eingegossener Laufbuchse; die Leistung wurde geringfügig von 6,6 auf 7 kW (9,5 PS) erhöht. Der Motor war auf niedrige Drehzahlen (max 5200/min) und Kraftstoff mit mindestens 72 Oktan ausgelegt. Er hatte ein 4-Gang-Getriebe. Der Reiseverbrauch wurde mit 3,5–4,0 l/100 km angegeben. Leichtmetall-Bremstrommeln (125 mm Bremsnabendurchmesser) und neue Speichen verbesserten die bisher mangelhafte Fahrstabilität im Vergleich zum Modell M-106 mit tiefgezogenen Stahlbremstrommeln. An der MMWS-3.111 gab es nun auch eine Vierleuchten-Blinkanlage. Die Trockenmasse betrug 100 kg und die Höchstgeschwindigkeit erhöhte sich im Vergleich zur M-106 von 85 auf 90 km/h.
Der Produktionsausstoß des Werkes lag Mitte der 1970er-Jahre bei rund 150 000 Motor- und rund 500 000 Fahrrädern.
Die Zuverlässigkeit und einfache Bauweise der Minsker Motorräder ließ sie unter anderem in Vietnam populär werden, wohin der größte Teil der Exporte ging. Von 1973 bis 1979 wurden diese Motorräder auch ins Vereinigte Königreich unter den Markenbezeichnungen Minsk Saturn und Cossack exportiert.

## M1NSK

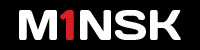
Markenlogo von M1NSK

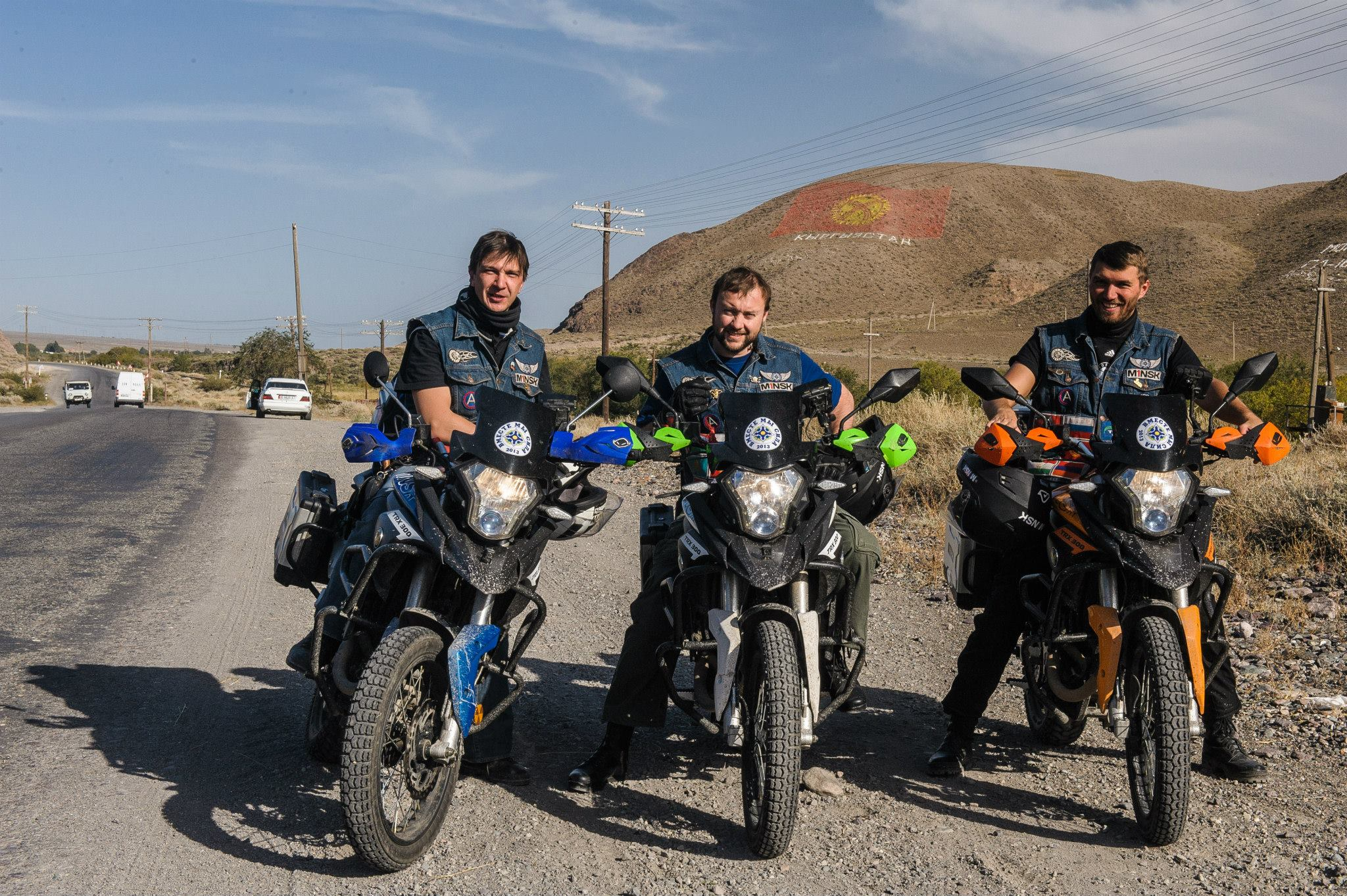
Drei M1NSK TRX 300 während der Brest-Dushanbe-Rallye

Im Jahr 2007 wurde der nun als Motowelo bezeichnete Betrieb privatisiert und Aleksander Murawjew wurde neuer Direktor. Die als M1NSK verkauften Motorräder sind seither allerdings nur noch Rebadges chinesischer Produkte. Beispielsweise ist die M1nsk TRX 300i eine Zongshen RX3. Es kam zu Korruptionsaffairen und Murawjew wurde im Januar 2017 zu 11 Jahren Haft verurteilt. Die Motowelo-Aktien wurden beschlagnahmt, sie befinden sich seither fast vollständig in staatlichem Eigentum. Nachdem Motowelo überprüft war, musste es im Juni 2017 Insolvenz anmelden. 2018 wurde das Liquidationsverfahren eröffnet. Seit 2021 forderte Aljaksandr Lukaschenka wiederholt die Wiederaufnahme eines eigenständigen Motorradbaus an, was bisher jedoch nicht gelang.

## Wichtige Motorradmodelle
- 1951: M1A „Moskwa“
- 1956: М1М „Minsk“
- 1973: Minsk MMWS-3.111
- 1994: Minsk MMWS-3.113
- 2010: M1NSK R
- 2013: M1NSK TRX

## Weitere Erzeugnisse des Betriebs
Neben Motorrädern wurden auch Kleinkrafträder, Motorroller, Quads und Schneemobile in dem Minsker Werk hergestellt oder von ihm vertrieben. Die Fahrräder werden unter der Marke AIST bis heute hergestellt.